# Jacob Lüroth

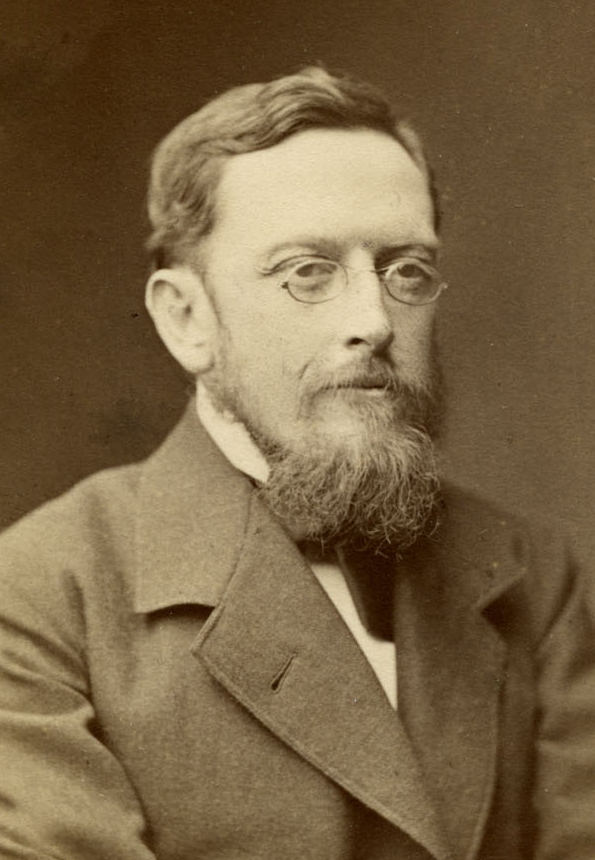
Jacob Lüroth

Jacob Lüroth (* 18. Februar 1844 in Mannheim; † 14. September 1910 in München) war ein deutscher Mathematiker, der sich mit Geometrie beschäftigte.

## Leben und Wirken
Jacob Lüroth interessierte sich schon auf der Schule in Mannheim für Astronomie, arbeitete mit dem Leiter der Mannheimer Sternwarte zusammen und begann auch 1862, Astronomie an der Universität Bonn zu studieren, was er aber aufgrund einer Sehschwäche abbrach. Ab 1863 studierte er Mathematik an der Ruprecht-Karls-Universität Heidelberg, an der er 1865 bei Otto Hesse (und Gustav Kirchhoff) promoviert wurde. Er studierte dann weiter an der Universität Berlin bei Karl Weierstraß und an der Universität Gießen bei Alfred Clebsch, habilitierte sich 1867 in Heidelberg, an der er danach als Privatdozent wirkte. Ab 1868 war er an der Technischen Hochschule Karlsruhe, an der er 1869 Professor wurde, und ab 1880 als Nachfolger von Felix Klein Professor an der Technischen Hochschule München. 1883 wurde er Professor an der Albert-Ludwigs-Universität in Freiburg im Breisgau, wo er bis zu seiner Emeritierung blieb. 1889/1890 war er Prorektor der Universität. 1905 wurde er Großherzoglich badischer Geheimrat. Er starb unerwartet an einem Herzinfarkt bei einem Urlaub in München.
Lüroth arbeitete auf verschiedenen Gebieten der Geometrie. Als Schüler von Hesse und Clebsch setzte er deren invariantentheoretischen Arbeiten fort. Die nach ihm benannte Kurve vierter Ordnung entdeckte er 1869 im Rahmen der Untersuchung der speziellen Bedingungen, die nach Clebsch erfüllt sein müssen, damit eine Kurve vierter Ordnung sich als Summe von fünf vierten Potenzen darstellen lässt (rein formal ist die Zahl der Koeffizienten gleich). Der lürothschen Kurve kann ein vollständiges Fünfeck eingeschrieben werden. Der Satz von Lüroth beschreibt die Möglichkeit der algebraischen Umkehrung der Darstellung einer Kurve als rationale Funktion eines Parameters durch Einführung eines entsprechenden neuen Parameters. In „moderner Sprache“ ausgedrückt bewies er, dass unirationale Kurven rational sind. Für höhere Dimensionen ist das als Lüroth-Problem bekannt. Der Satz wurde von Guido Castelnuovo 1893 auf algebraische Flächen ausgedehnt. Für dreidimensionale Varietäten bewiesen Yuri Manin und Wassili Alexejewitsch Iskowskich 1971 und Herbert Clemens und Phillip Griffiths 1972, dass der Satz von Lüroth dort im Allgemeinen nicht zutrifft.
Lüroth beschäftigte sich auch mit Topologie und versuchte, die topologische Invarianz der Dimension zu beweisen, was aber erst Brouwer 1911 gelang.
Er gab die Werke von Hesse und Hermann Graßmann mit heraus und setzte die Arbeiten von Karl Georg Christian von Staudt in der projektiven Geometrie fort. Lüroths Grundriß der Mechanik von 1881 ist nach Max Noether das erste Lehrbuch der Mechanik, das sich konsequent der Vektorschreibweise bedient (wobei er Graßmann folgt).
In der Zeit als Professor an der Polytechnischen Schule in Karlsruhe entwickelte Jacob Lüroth die t-Verteilung, die üblicherweise William Sealy Gosset zugeschrieben wird; die t-Verteilung kommt in einer 1876 erschienenen Arbeit von Lüroth als A-posteriori-Verteilung bei der Behandlung eines Problems der Ausgleichsrechnung mit bayesschen Methoden vor.
Jacob Lüroth war Mitglied der Bayerischen und der Heidelberger Akademie der Wissenschaften sowie seit 1883 der Deutschen Akademie der Naturforscher Leopoldina.

## Schriften
- Grundriß der Mechanik. München, Ackermann 1881 (80 Seiten).
- Über die Geschichte der Infinitesimalrechnung. Rede des antretenden Prorektors Hofrat Prof. Dr. Lüroth, 1889. Digitalisat Univ. Heidelberg
- Rationale Flächen und involutorische Transformationen. Prorektoratsrede 1889. Digitalisat Univ. Heidelberg
- Vorlesungen über numerisches Rechnen. Teubner, Leipzig 1900.
- Beweis eines Satzes über rationale Curven. Mathematische Annalen Band 9, 1876, S. 163.
- Einige Eigenschaften einer gewissen Gattung von Curven vierter Ordnung. Mathematische Annalen Band 1, 1869, S. 37.